# 福勒 (密西根州)
福勒（英語：Fowler）是位於美國密西根州克林頓縣的一個村。

## 人口
根據2020年美國人口普查的數據，福勒的面積為3.39平方千米，當中陸地面積為3.32平方千米，而水域面積為0.07平方千米。當地共有人口1226人，而人口密度為每平方千米361人。